# Etiopská pravoslavná církev

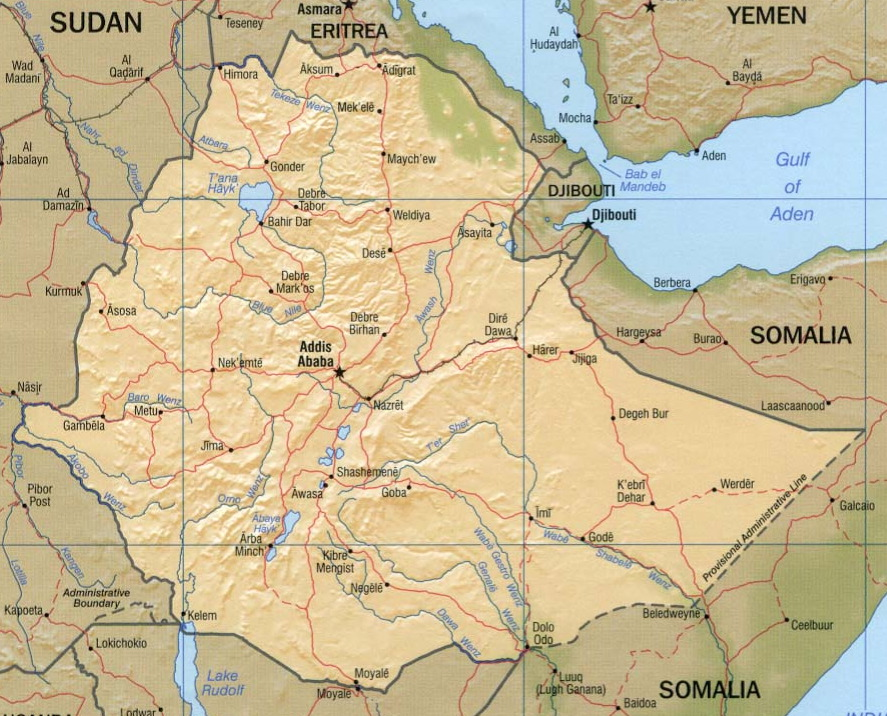
Mapa Etiopie

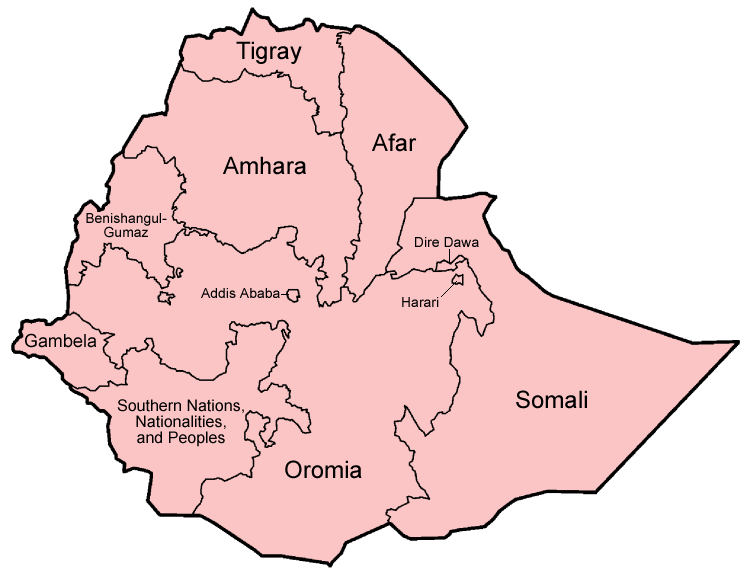
Regiony v Etiopii

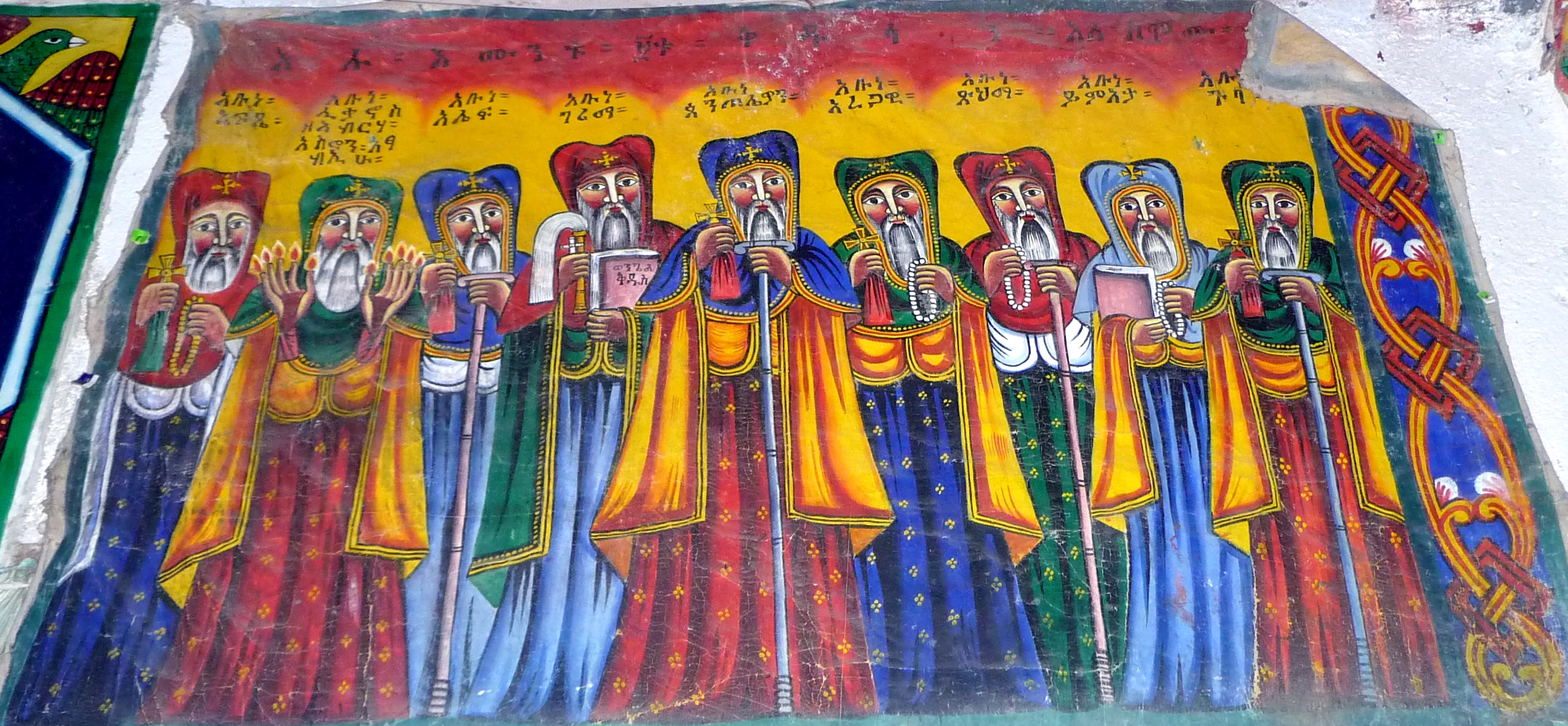
Devět svatých na malbě v klášteře Abby Pentalewona u Aksúmu

Etiopská pravoslavná církev Tewahedo patří mezi starobylé východní církve. Je to miafyzitská církev, nesprávně často lidmi zvenčí označována za monofyzitskou církev, tzn. že na (4.) Chalcedonském koncilu roku 451 neuznala nové vyznání víry, podle kterého má Kristus dvě podstaty. Monofyzitisté věří, že Kristovo lidství vychází z jeho božství. Náboženství je ovlivněno judaismem i původními náboženstvími. Dnes je v Etiopii zrovnoprávněno s islámem.

## Historie

### Počátky křesťanství v Etiopii
Na území Etiopie v 1. století po Kristu začalo vznikat království Aksumu, když jihoarabští semitští kolonizátoři obsadili severní část dnešní Etiopie. Říše sjednotila menší státy v této oblasti. Křesťanství se do Aksumu dostalo s příchodem syrského evangelizátora („apoštola“) sv. Frumentia ve 4. století. Frumentius se stal vychovatelem budoucího krále Ezany. Na jeho žádost byl sv. Frumentius roku 333 v Alexandrii jmenován biskupem pro Aksumskou říši. Přijal církevní jméno Abune Sellama a stal se první hlavou etiopské církve. Po něm každý další biskup (fakticky biskup-primas), poté metropolita - hlava Etiopské církve nesl titul abuna. Ten v amharštině (jazyce nejvýznamnějšího etiopského národa) znamená totéž co papas (řecký výraz pro papeže).
Křesťanství však bylo jen jedním z mnoha náboženství u aksumského dvora – bylo možné se na něm setkat např. také s judaismem. Díky tomu, že se křesťanství rozšířilo u dvora, stalo se státním náboženstvím, a bylo mnichy a kněžími šířeno mezi lidem. Dokonce mezi 5. a 7. stoletím vznikla Bible psaná v místním jazyce Ge´ez, což ještě více pomohlo k rozšíření křesťanského vlivu dále na jih. Z pohanských chrámů se stávaly kostely.

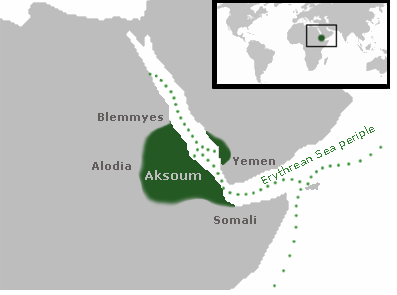
Největší rozsah Aksúmské říše

V 5. století proběhl Chalcedonský koncil, po něm se etiopská církev stala monofyzitní (dnes-miafyzitská). Dostala se do silného vlivu koptské církve a až do roku 1958/1959 podléhala koptskému patriarchátu Alexandrie (v čele s koptským papežem).

### Agowská (Agauská) říše; Amharové
Na konci 6. století začala prosperita Aksumu upadat. Bylo to způsobeno úpadkem obchodu s Jižní Arábií a expanzí islámu (po r. 633). Aksumská říše ztratila přístup k moři, a byla donucena expandovat na jih, kde byly černošské kmeny Agowů (Agauů), které vyznávaly judaismus spolu s dalšími náboženstvími. Část kmenů Agow (Agau) se zpočátku podařilo christianizovat, ale poté Agowské kmeny začaly na Aksúmskou říši útočit a podílely se na jejím pádu.
Státní útvar byl obnoven až ve 12. století, a to dynastií Zagwe, která vzešla z pokřesťanštěných Agowů. Roku 1270 však moc převzali Amharové pod vedením Jekuno Amlaka. V této době vznikly legendy, jejichž cílem bylo legalizovat převzetí moci Amlakem. Týkají se šalomounské dynastie a královny ze Sáby, zdůrazňují semitský původ vládnoucí dynastie. Všichni etiopští panovníci museli najít spřízněnost se Šalamounovým rodem. (Legenda o královně ze Sáby byla dokonce zakotvena v obou etiopských ústavách z roku 1931 a 1955.)
Během 14. a 15. století došlo k velké expanzi amharské říše a také křesťanství. Na jihozápadě byly připojeny oblasti s pohanskými kušitskými kmeny a národnostmi, které uchovávaly židovské tradice Aksumu. Území říše zahrnovalo území historické Habeše.

### Expanze islámu; islamizace
Království kvůli expanzi islámu ustupovalo do vyšších poloh na jihu země, což přispělo k izolaci Etiopie od jádra křesťanství v Eurasii. Křesťanská expanze byla zastavena islamizovanými Somálci a Afary. Část země byla zpustošena. Říše byla znovu obnovena s pomocí Portugalců, kterým se ovšem nepodařilo získat v této oblasti vliv.
V první polovině 16. století začaly z jihu na území Etiopie pronikat Oromové. Ohrožovali i muslimské Afary a Somálce. Boje křesťanů i muslimů proti Oromům snížily jejich vzájemný antagonismus. Oromové se však velmi rychle přizpůsobovali, proto v některých oblastech přijali místní náboženství (tedy křesťanství či islám). Oromové ovšem dopomohli k decentralizaci etiopského státu. V druhé pol. 19. století byl stát znovu sjednocen.
Dalším významným mezníkem v historii etiopské církve byl nástup císaře ljasua v roce 1911. Ten přijal islám, odmítl příslušnost k šalamounské dynastii a prohlásil se potomkem Proroka. To vyvolalo spory mezi šlechtou a představiteli Etiopské církve. Roku 1916 došlo k exkomunikaci Ijasua z církve a následně byl zbaven císařské hodnosti.

### Italská okupace (1935/6-1941)

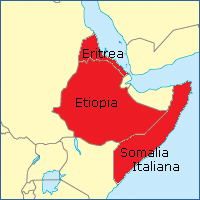
Italská východní Afrika

Za italské okupace (1935/6-1941) došlo ke změně pravidel při jmenování hlavy církve. Tehdejší metropolita a arcibiskup-abuna Kyrillos jmenovaný koptským papežem a patriarchou Alexandrie spolupracoval s fašistickou Itálií, na rozdíl od domácích biskupů, kteří se přidali k odboji. Nakonec i Kyrillos zrušil svou spolupráci s Itálií a vydal se do Říma vyjednávat. Tam neuspěl, jel tedy vyjednávat do Alexandrie. Byl Italy sesazen, a na jeho místo byl dosazen Abraham, který byl ovšem alexandrijským patriarchou (egyptský koptský papež) exkomunikován. Po smrti Abrahama byl Itálií jmenován Yohannis, další neuznaný arcibiskup-metropolita. Po osvobození Etiopie na jaře 1941 měla církev v čele dva arcibiskupy – Kyrillose a Yohannise. Po jejich smrti byl dočasně jmenován hlavou církve Basilios, opat kláštera v Debre Libanosu. Ten se r. 1951 stal na 20 let oficiální hlavou církve a to jako první patriarcha Etiopské církve. V r. 1958 se Etiopská církev (pod vlivem císaře Haile Selasie I.) prohlásila za autokefální, čili nezávislou. Koptská církev v Egyptě to zpočátku neuznala, po měsících jednání uznala v r. 1959 autokefalitu Etiopské církve, tato naproti tomu od té doby přiznává papeži a patriarchovi Alexandrie - hlavě Koptské církve v Egyptě (pouze) čestný titul „primus inter pares“ = první mezi sobě rovnými. Hlava Etiopské církve, abuna je tak od té doby dalším z papežů. Prvního patriarchu a papeže Basila následoval Tewofilos (tj. Teofilos), který byl v období příklonu Etiopského státu ke komunismu roku 1977 uvězněn.
V počátcích tzv. národně demokratické revoluce, roku 1974, došlo k demonstraci požadující odluku církve od státu. Původně se jednalo o setkání etiopských muslimů, kteří se sešli, aby protestovali proti náboženské diskriminaci; jednání ovšem přerostlo v demonstraci.
Místo Tewofilose se do čela dostal Tekle Haymanot. Jeho cílem měla být podpora komunistického režimu, což se ovšem nestalo. Tekle se staral o chudé obyvatele, sirotky, a byl mezi lidem velmi oblíbený. Po jeho smrti roku 1988 byl s podporou komunistů jmenován abuna Merkorios. Po pádu komunismu (1991) byl z funkce odvolán a místo něj nastoupil P´awlos. Tento akt byl proti kanonickému právu, podle kterého nemůže být nový patriarcha-papež jmenován za života předcházejícího. Merkorios odešel do exilu a vyhlásil se legální hlavou etiopské církve, žádná z ortodoxních církví ho ovšem neuznává. Proto v Etiopii probíhala jednání, která chtěla odstranit schizma a obnovit jednotu Etiopské církve. Patriarcha P'awlos zemřel 16. srpna 2012. Poté, 28. února 2013 zvolil Sněm církve 6.patriarchu (abunu), stal se jím Matthias (nar. 1934), dosavadní etiopský koptský arcibiskup Jeruzaléma. Za komunistického Mengistova režimu (1974-1991) uprchl z Etiopie, poté v l.1992-2006 sloužil jako biskup v USA.

## Diaspora
- Etiopští koptští věřící ve V. Británii jsou většinou černoši a mulati z Karibských ostrovů. Patří do jurisdikce Arcibiskupa západní Evropy-biskup Antonious. Jeho sídlem je kostel P. Marie Sionské (Zion Church), Cannon Street, Londýn. Další 2 farnosti jsou v oblasti Londýna a dalších 5 - Birmingham, Manchester, Stoke-on-Trent, Sheffield a Leeds.
- V Austrálii žijí velmi malé etiopsko-koptské komunity, nemají biskupa. Nicméně - farnosti jsou v 5 městech: Brisbane, Perth, Darwin, Sydney a Melbourne.
- Po suspendování arcibiskupa Yeschaqa (tj. Izáka, stoupenec Merkoriose) v r. 1992 (a v r. 2005 zemřel) etiopský Svatý synod rozdělil jeho Arcidiecézi pro Západní polokouli (sídlo: New York) do několika jurisdikcí:
  - Diecéze Kanada, v čele je biskup Matthias, sídlí v městě London, provincie Ontario
  - V USA je Abune Zakarias- Arcibiskup New Yorku, Severu a Středozápadu Spoj. států (sídlo: West Street, Bronx, New York City)
  - Abune Fanuel (ve Washington, D.C.) je biskup pro Jih USA a Kalifornii. Na západní polokouli tak žije celkem až 100.000 etiopských koptských věřících a to včetně významného (!) počtu konvertitů v tzv. Západní Indii, tj. v Karibské oblasti.[1]

## Etiopská církev

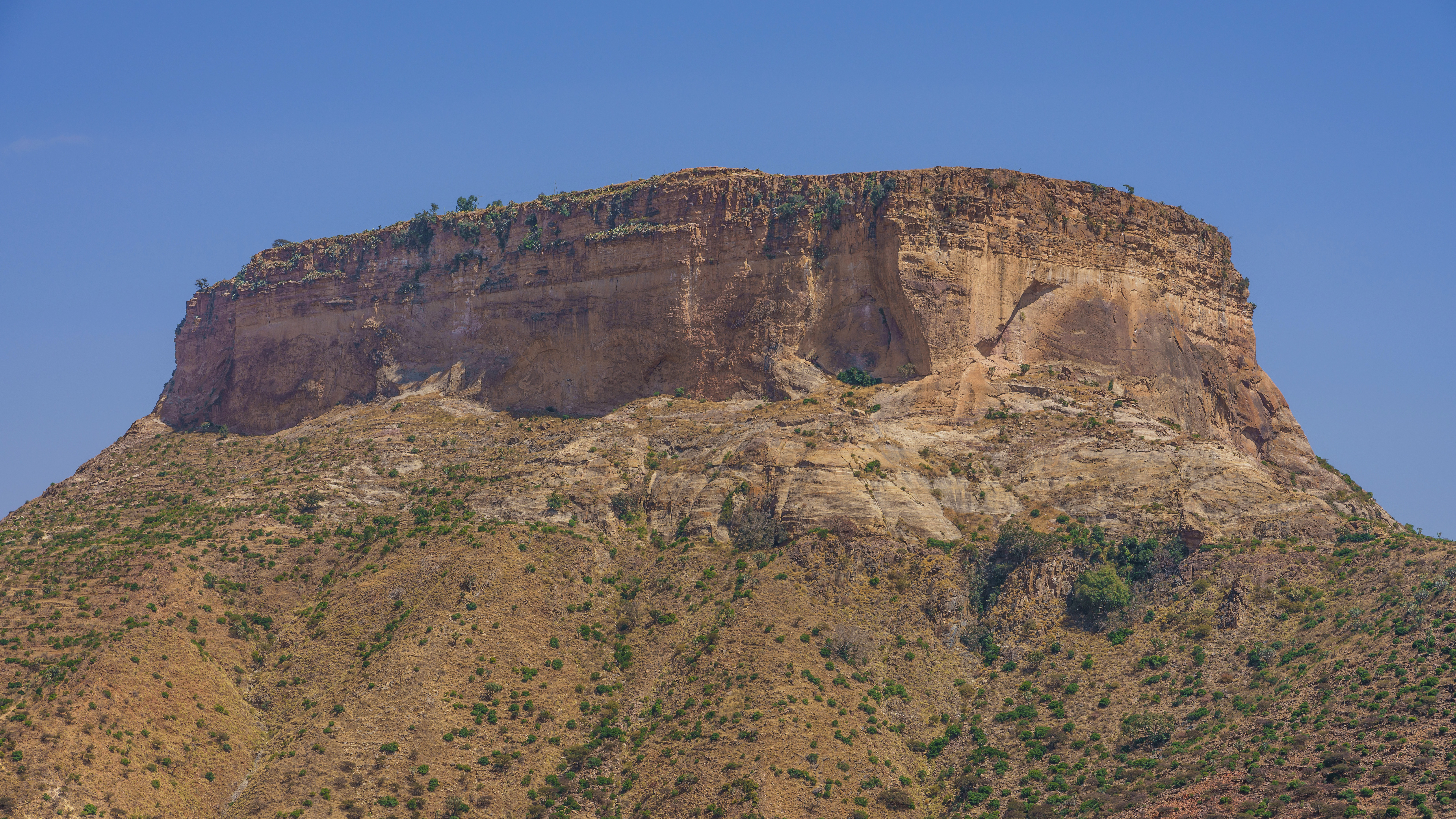
Stolová hora Debre Damo v Tigraji, na které se nachází řada kostelů

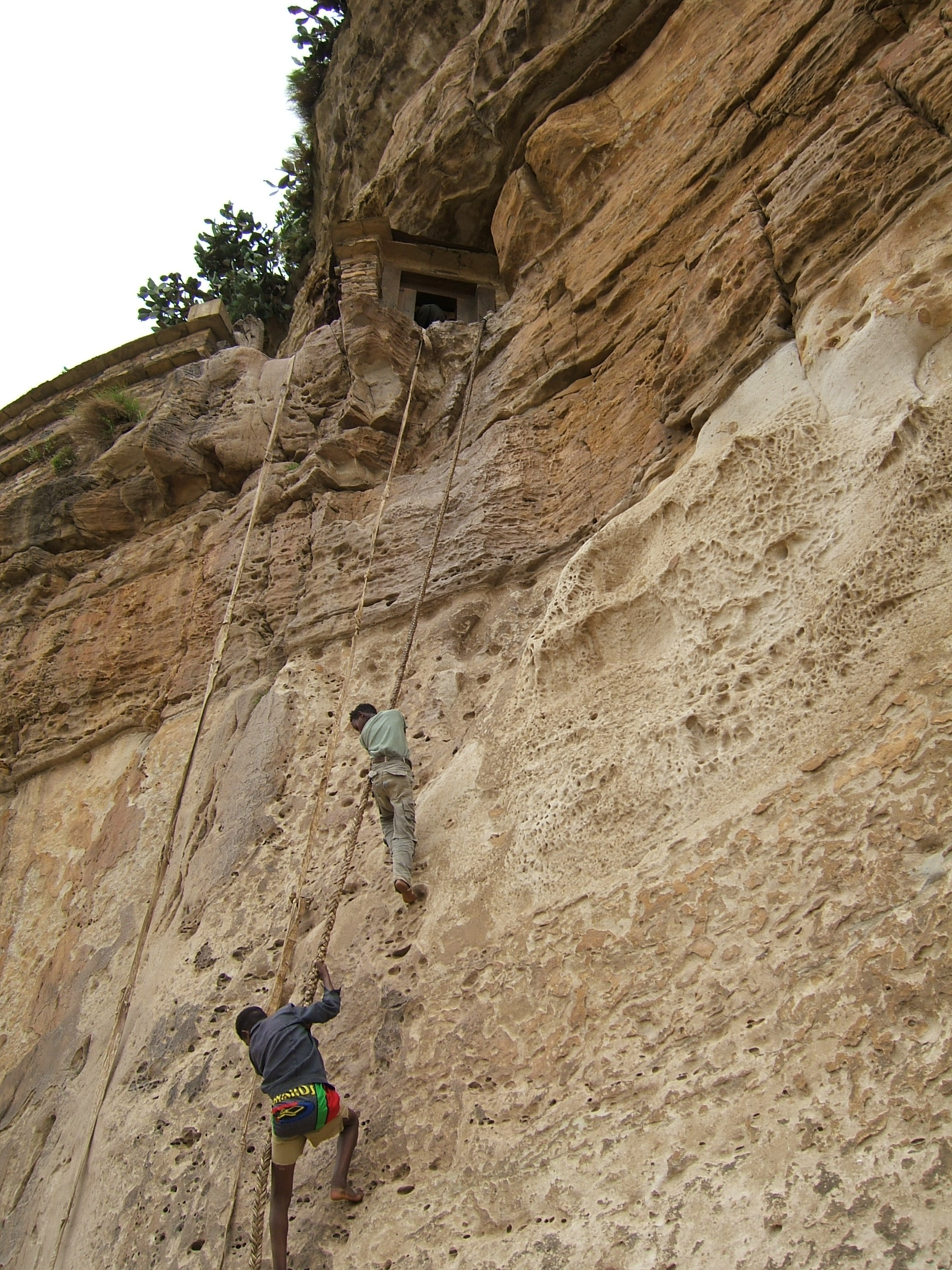
Přístup na Debre Damo

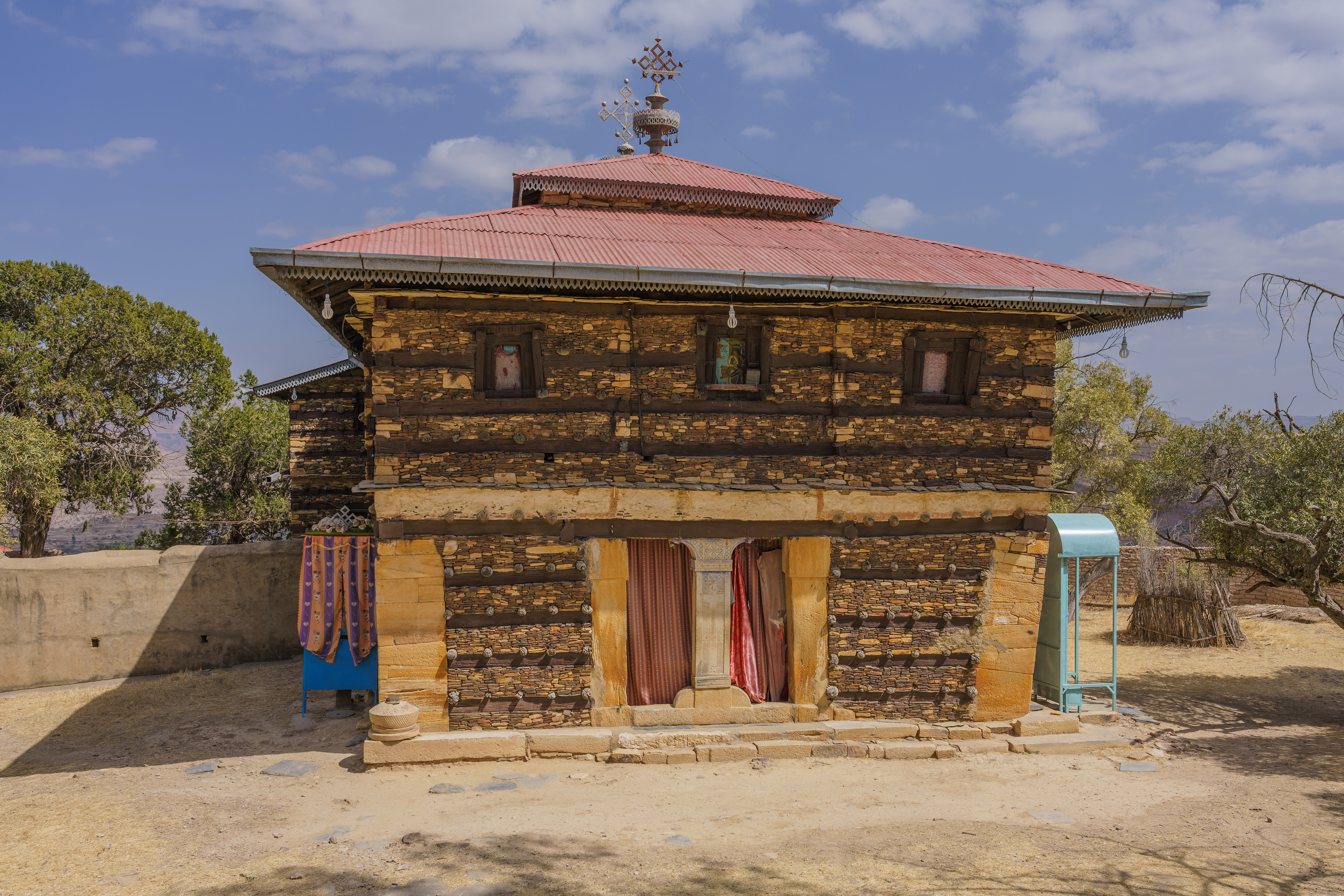
Kostel na Debre Damo

Etiopská koptská církev Tewahedo patří mezi pět orientálních pravoslavných „nechalcedonských“ církví, které neuznávají čtvrtý, tj. Chalcedonský koncil (proběhl r. 451) a Druhý konstantinopolský koncil (r. 553). Původně vyznávala monofyzitismus – jednotnou podstatu Ježíše, božství i lidství dohromady, dnes je miafyzitská, stejně jako další „nechalcedonské“ církve.
Za nejvyšší autoritu je čistě formálně uznáván alexandrijský patriarcha (duchovní hlava koptských církví). Od dalších východních církví se odlišuje svými starozákonními tradicemi (prvky judaismu) – obřízka, maso čistých a nečistých zvířat, sabat jako posvátný den (kromě neděle). Také má mnoho přísných půstů (postními dny jsou středa a pátek), specifické rituály a svátky. Svátky má určené juliánským kalendářem. Kromě Bible uznává i některé apokryfické knihy, jako Henoch, knihu Judit, kniha Jubileí aj.
V minulosti byl důraz kladen na židovské praktiky, rituální tanec (debterové (jáhni) se věnovali zpěvu a tanci během liturgie), eschatologie a mystika nebyly tolik důležité. Po vzoru Nového zákona byli lidé dobročinní, věřili na zázraky a podporovali duchovní léčitelství. Významnou roli měl také svatý Jiří a archandělé.
Křesťanská církev je dobře institucionálně organizovaná díky králi Zare´a Ja´qobovi (1434 – 1468). Ten dal církvi řád, podpořil její osobité praktiky, posílil postavení farností, prosazoval ortodoxii a bojoval proti eklekticismu.

### Organizace a hierarchie církve
Etiopská církev patřila až do roku 1951 pod Koptskou církev v Egyptě. Do tohoto roku byli biskupové posíláni z Egypta, příp. jejich metropolita / abuna byl svěcen (či intronizován) koptským papežem. Za prvního patriarchu autonomní Etiopské církve byl zvolen abuna Basilios. Až v r.1958 se církev stala autokefální, tj. nezávislou na egyptské - tato její autokefalitu uznala o rok později - 1959, přičemž etiopská přiznala čestné postavení koptskému papeži v Egyptě. Etiopská vláda podporovala toto autonomní hnutí (oficiální hlavy církve byly vždy podporovány etiopskými panovníky), Haile Selassie I. zde sehrál významnou roli.
Hierarchie má tři základní úrovně: biskupskou, kněžskou (presbyteriální) a diakonální (jáhenskou). Biskupství zahrnuje další 3 úrovně, a to patriarchy, arcibiskupy a biskupy. Biskupství je považováno za znak apoštolské posloupnosti. Apoštolské, kněžské a pastorské funkce jsou prostředkem, jak Kristus ve světě pracuje. Církev je Kristovo tělo.
Duchovním je nadřízen biskup, který představuje jednotu duchovních ve farnosti; patriarcha je symbolem jednoty celé církve.
Rektorovi místní církve asistuje mnoho kněží. Těm pomáhají jáhnové. Jáhnům je nadřazený arciděkan.
Zvláštností je třída DEBTERA. Nepatří mezi vysvěcené třídy, ale tito lidé pomáhají kněžím a jáhnům při obřadech. Jsou to odborníci na duchovní hudbu a tanec.
Vysvěcení provádí biskup vkládáním rukou – tak předá Boží milost. Kněz slibuje sloužit církvi i světu, zůstat u své víry a tradic a předávat je členům církve.
Hierarchie není považována za samostatnou třídu, ale za nedílnou součást Božího lidu. Laici mají v mnoha oblastech církevního života značný vliv.
Základní autoritou církve je Kristus, který vykonává Boží moc prostřednictvím Ducha Svatého.

## Některé původní zvyklosti
Za Šalomounského království (zhruba od roku 1270) byla osídlena teplá a vlhká náhorní plošina. Osadníci měli kolem svých usedlostí obdělávanou oblast, kterou se snažili chránit proti přírodním silám. Udržení hranic bylo jádrem jejich kultury.
Satan, který byl vypuzen z nemocných či hříšných obyvatel, se zjevoval v podobě opice. Důvěra byla kladena v lidové léčení a bylinkářství.
Muži i ženy vstupovali do manželství mladí, a stěhovali se pryč od rodiny, aby získali nezávislost. Křesťané v Etiopii neudržovali pevné rodinné vztahy ani rodinná jména. Tím byl utlumen mezigenerační konflikt.
První mniši zakládali kláštery v oblastech s pohanskými náboženstvími. Dodnes existuje např. klášter Debre Damo. Podle legendy přišlo do této oblasti v 5. století 9 mnichů, kteří měli šířit křesťanství. Jeden z nich, Abune Aregawi, založil klášter na stolové hoře v severní oblasti Etiopie, v regionu Tigray. Klášter byl významným náboženským centrem. Do kláštera se lze dostat jen po laně přes „strážce brány“, a přístup mají pouze muži.
Domorodci věřili v přírodní duchy, kteří mohli posednout člověka a jeho prostřednictvím mluvit. Mniši jejich existenci nepopírali, ale prohlašovali je za démony a bojovali proti nim. Původní náboženství se často propojila s křesťanstvím.